# Таскаиха
Таскаиха  — река в России, протекает в Кизеловском районе Пермского края. Устье реки находится в 149 км по правому берегу реки Косьва. Длина реки составляет 12 км. До впадения Левой Таскаихи также называется Правая Таскаиха.
Река берёт начало на Среднем Урале в 31 км к северо-востоку от центра города Кизел. Река течёт на юго-восток, всё течение проходит в ненаселённой местности, среди холмов, покрытых тайгой. Скорость течения быстрая, характер — горный. Приток — Левая Вогулка (левый). Впадает в Косьву ниже посёлка Рассольный.

## Данные водного реестра
По данным государственного водного реестра России относится к Камскому бассейновому округу, водохозяйственный участок реки — Кама от города Березники до Камского гидроузла, без реки Косьва (от истока до Широковского гидроузла), Чусовая и Сылва, речной подбассейн реки — бассейны притоков Камы до впадения Белой. Речной бассейн реки — Кама.
Код объекта в государственном водном реестре — 10010100912111100008670.